# Meiogyne lecardii
Meiogyne lecardii là loài thực vật có hoa thuộc họ Na. Loài này được (Guillaumin) Heusden mô tả khoa học đầu tiên năm 1996.